# Tessera

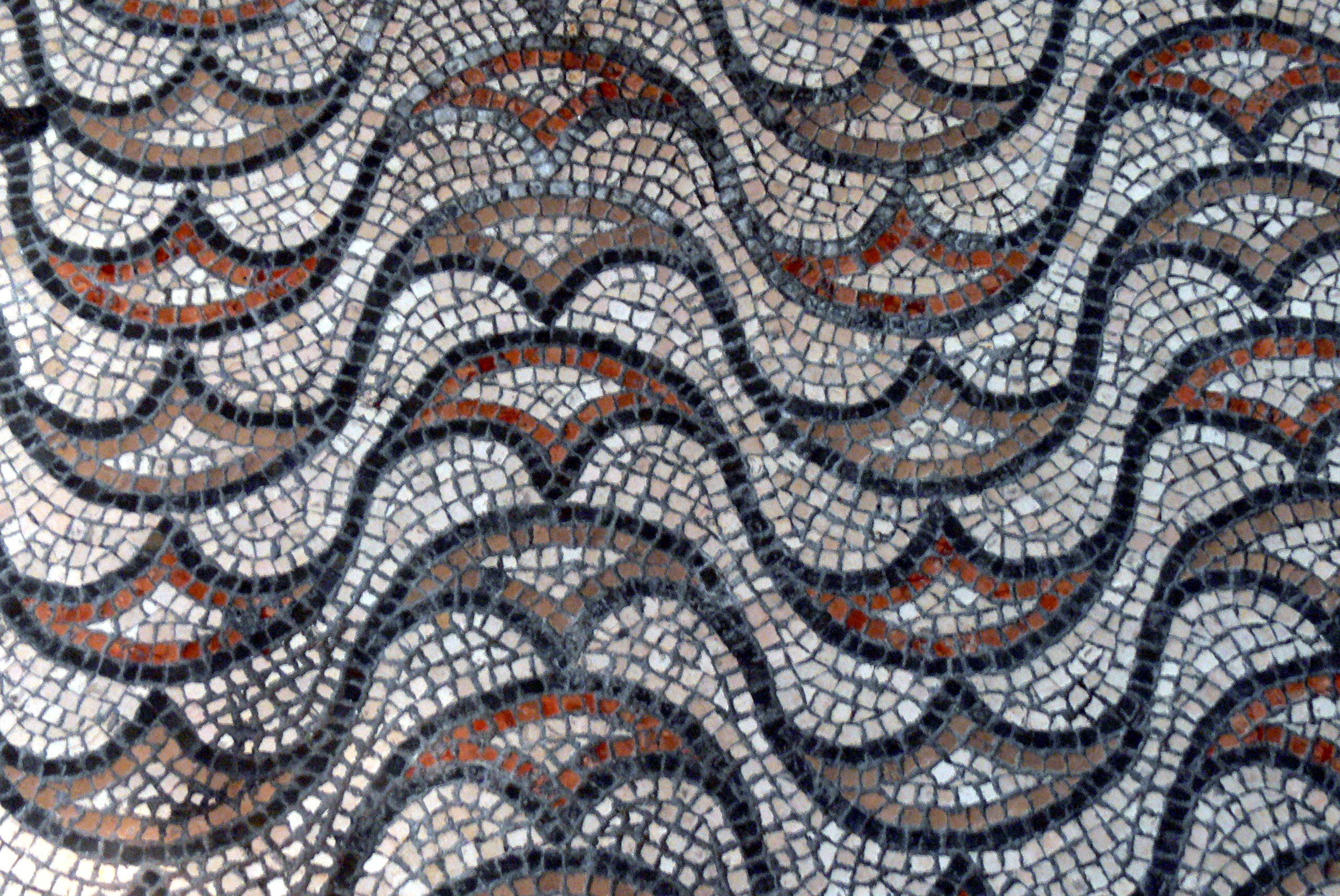
Tessera

Tessera (łac. tessera – kostka, zdr. tessella) – nazwa techniki mozaikowej (łac. opus tessalatum) wykonywanej przy pomocy małych (0,7 cm-1,5 cm) dokładnie obrobionych, kwadratowych bądź prostokątnych kawałków kamienia (kostek) lub szkła barwionego albo złoconego. Wyraz „tessera” oznacza także pojedynczą kostkę.